# Grabarka-Klasztor
Grabarka-Klasztor – osada w Polsce położona w województwie podlaskim, w powiecie siemiatyckim, w gminie Nurzec-Stacja.
W latach 1975–1998 miejscowość administracyjnie należała do województwa białostockiego.

## Położenie
Osada znajduje się na Świętej Górze Grabarka. W skład miejscowości wchodzą:
- prawosławny monaster żeński Świętych Marty i Marii z cerkwią refektarzową pw. Zaśnięcia Przenajświętszej Bogurodzicy,
- cerkiew pw. Przemienienia Pańskiego (parafialna),
- cerkiew pw. Ikony Matki Bożej „Wszystkich Strapionych Radość”,
- dwa Domy Pielgrzyma,
- cmentarz prawosławny.

Wszystkie obiekty należą do Polskiego Autokefalicznego Kościoła Prawosławnego.

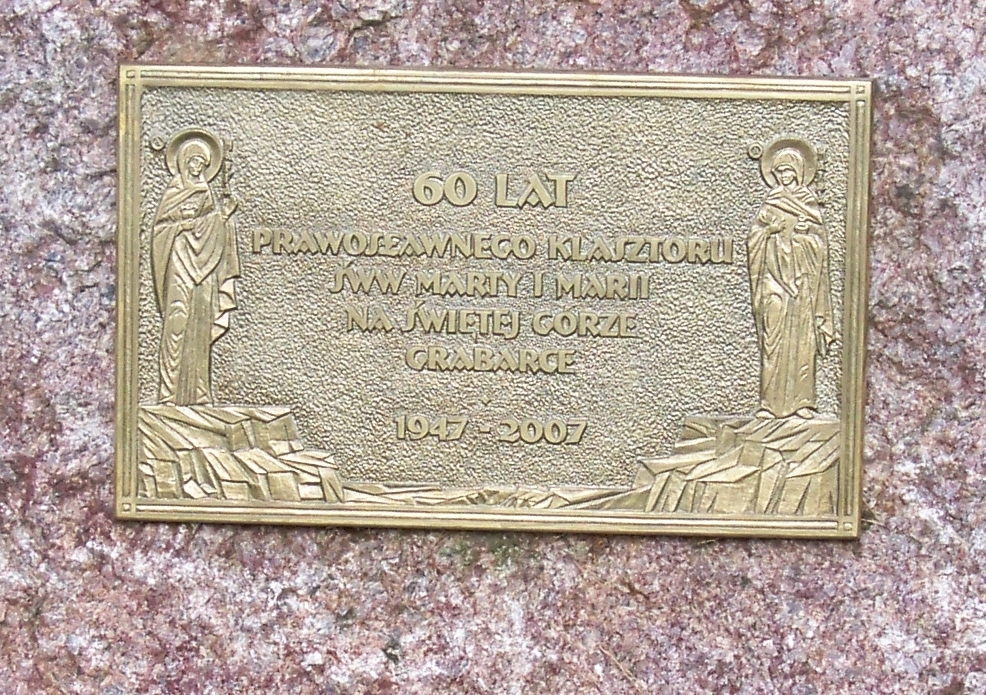
Tablica upamiętniająca 60. rocznicę założenia klasztoru

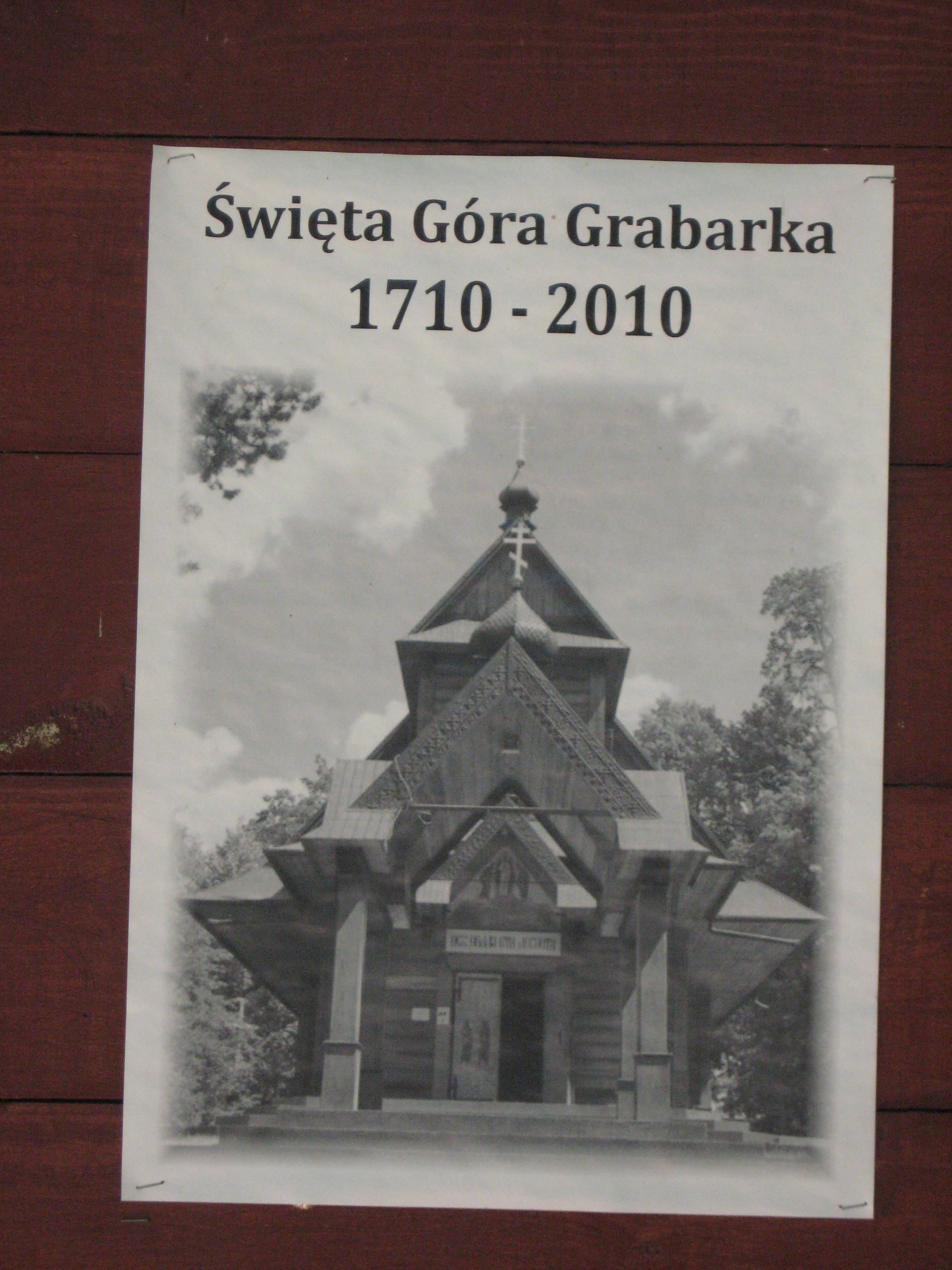
300-lecie kultu Grabarki